# Hartmut Rentzsch
Hartmut Rentzsch [renč] (* 2. února 1944) je bývalý východoněmecký fotbalista, mládežnický reprezentant a trenér.

## Hráčská kariéra
Začínal v Motoru Netzschkau, odkud přestoupil do Karl-Marx-Stadtu (dobový název Saské Kamenice). V roce 1964 se stal hráčem Motoru Cvikov, kde setrval až do konce kariéry. V sezoně 1966/67 vyhrál se Cvikovem východoněmecký pohár, k čemuž přispěl i jednou brankou ve finále a kvalifikoval se s ním do Poháru vítězů pohárů. V téže sezoně se stal se 17 brankami králem střelců východoněmecké nejvyšší soutěže.

### Evropské poháry
V Poháru vítězů pohárů 1967/68 nastoupil k oběma utkáním Cvikova proti Torpedu Moskva.

### Ligová bilance
| Ročník           | Zápasy | Góly | Klub                      |
| ---------------- | ------ | ---- | ------------------------- |
| II. liga 1961/62 | 3      | 0    | SC Motor Karl-Marx-Stadt  |
| I. liga 1962/63  | 14     | 4    | SC Motor Karl-Marx-Stadt  |
| I. liga 1963/64  | 8      | 3    | SC Karl-Marx-Stadt        |
| I. liga 1964/65  | 23     | 11   | BSG Motor Cvikov          |
| I. liga 1965/66  | 17     | 6    | BSG Motor Cvikov          |
| I. liga 1966/67  | 25     | 17   | BSG Motor Cvikov          |
| I. liga 1967/68  | 25     | 8    | BSG Sachsenring Cvikov    |
| I. liga 1968/69  | 23     | 4    | BSG Sachsenring Cvikov    |
| I. liga 1969/70  | 16     | 1    | BSG Sachsenring Cvikov    |
| I. liga 1970/71  | 23     | 15   | BSG Sachsenring Cvikov    |
| I. liga 1971/72  | 26     | 10   | BSG Sachsenring Cvikov    |
| I. liga 1972/73  | 12     | 3    | BSG Sachsenring Cvikov    |
| I. liga 1973/74  | 22     | 5    | BSG Sachsenring Cvikov    |
| I. liga 1974/75  | 13     | 4    | BSG Sachsenring Cvikov    |
| II. liga 1974/75 | 1      | 0    | BSG Sachsenring Cvikov II |
| CELKEM I. LIGA   | 247    | 91   |                           |
| CELKEM II. LIGA  | 4      | 0    |                           |

## Trenérská kariéra
V letech 1977–1982 byl asistentem trenéra u A-mužstva Sachsenringu Cvikov s výjimkou sezony 1978/79, kdy vedl juniory. V období 1985–1987 trénoval Greiku Greiz a poté Einheit Elsterberg.